# Kevin Weisman
Kevin Weisman, född 29 december 1970 i Los Angeles, är en amerikansk skådespelare främst känd för rollen som Marshall Flinkman i TV-serien Alias (2001–2006), men han har även medverkat i TV-serier som Frasier, Cityakuten, På heder och samvete, Buffy och vampyrerna, Arkiv X och Förhäxad.
Han är gift och har en dotter född 2006. 